# Antetonitrus ingenipes
Antetonitrus ingenipes ("före åskan med massiva fötter") är en art av dinosaurier som tillhör släktet Antetonitrus, en av de äldsta kända sauropoderna då den levde under yngre trias i det som idag är södra Afrika. Den var en fyrbent, växtätande dinosaurie, likt många av dess senare släktingar, även om den var mycket mindre än många av dem. Antetonitrus var det största djuret i sin omgivning och blev runt 8 till 10 meter lång, 1,5 till 2 meter upp till höften och vägde upp till två ton. Men ändå uppvisar den några primitiva drag, som att använda händerna till att gripa tag i föremål i stället för att enbart bära upp vikten.

## Etymologi
Adam Yates, en australiensisk expert på tidiga sauropodomorpher, döpte Antetonitrus år 2003 i en rapport som han skrev tillsammans med sydafrikanen James Kitching. Namnet kommer från latinets ante-, som betyder 'före', och tonitrus, som betyder 'åska', vilket refererar till dess existens innan andra kända, stora, tunga sauropoder, speciellt Brontosaurus ("åsködlan"). Brontosaurus är faktiskt en synonym med Apatosaurus, men namnet används fortfarande inom populärkulturen, och sauropoder kallas ibland "åsködlor" med vardagsspråk. Det finns en känd art av Antetonitrus, A. ingenipes. Artnamnet kommer från latinets ingens, som betyder 'massiv', och pes, som betyder 'tass' eller 'fot', eftersom den uppvisar början på utvecklingen av fötter skapade för att stödja en tung kroppshydda.

## Fynd
De fossila rester man känner till efter Antetonitrus hittades faktiskt av Kitching år 1981 i Fristatsprovinsen i Sydafrika. Resterna kom att förvaras på Bernard Price Institute, där de betecknades under släktet Euskelosaurus (Kitching & Raath, 1984). Yates erkände resterna som ett separat släkte och offentliggjorde en beskrivning några år senare. Holotypen (BP/1/4952) består av flera ryggkotor, revben och flera ben från både bak- och framben. Man antar att alla delar kommer från en individ. Ytterligare fem ben (skulderblad och ben efter extremiterna) från en mindre individ (BP/1/4952b) från samma fyndplats antas tillhöra samma släkte. Detta djur var runt fyra femtedelar så stort som holotypen.

## Felande länk
Antetonitrus visar flera drag som framstår som ett första steg i riktningen mot de hos de senare sauropoderna, men den har fortfarande kvar några primitiva drag. Till skillnad från de flesta av dess mindre och mer lättbyggda förfäder var Antetonitrus i huvudsak fyrbent, även om den ibland kunde ställa sig på bakbenen för att gripa tag i grenar eller beta från träd. Precis som hos sauropoderna var dess framben mycket längre i jämförelse med dess bakben än hos tidigare djur, och handleden var bredare och tjockare för att kunna hålla uppe större vikt. Detta är kanske det första steget som möjliggjorde att sauropoderna kunde bli de jättar de senare blev. Emellertid var det första fingret på handen, pollex eller tummen, fortfarande snedvridet och böjligt. Detta gjorde handen användbar till att gripa tag i föremål. Hos mer utvecklade sauropoder är handleden stor och tjock samt anordnad så att de kunde låsa handen i en pronaterande ställning för att oavbrutet kunna bära upp sin vikt. Handen är då inte kapabel till att gripa tag i föremål längre.
En kladistisk analys accepterar Antetonitrus som en basal sauropod. Djuret innehar en placering mellan mer utvecklade djur som till exempel Isanosaurus eller Vulcanodon och mer basala sauropoder som Anchisaurus eller Melanorosaurus. Ryggkotorna är extremt lika de hos Lessemsaurus från Sydamerika, medan extremiteterna liknar de hos Blikanasaurus, en annan kort och kraftig, tidig sauropod från Sydafrika. Emellertid har dessa djur inte inbegripits i någon kladistisk analys tillsammans med Antetonitrus eftersom de är knapphändigt kända (Yates & Kitching, 2003).

## Ålder
Medan Antetonitrus inte är den tidigaste kända sauropoden sett från en fylogenetisk ståndpunkt är den idag den äldsta kända sauropoden kronologiskt, eller tämligen hämmad för den åtskillnad med andra tidiga sauropoder från samma formation, som Melanorosaurus och Blikanasaurus. Fossil efter dessa djur grävdes fram i Lower Elliot-formationen i Ladybrand-distriktet, Sydafrika. Formationen dateras tillbaka till norian-skedet under yngre trias, eller uppskattningsvis 221 till 210 miljoner år sedan. Innan Antetonitrus och de andra djuren från Lower Elliot-formationen erkändes som sauropoder var den äldsta kända sauropoden Isanosaurus från rhaetian-skedet, ett litet yngre lager under slutet av trias-perioden, i Thailand (Buffetaut o. a., 2000).
Tidiga sauropoder och deras prosauropoda släktingar har hittats runt hela världen eftersom alla kontinenter under Antetonitrus’ tidsepok satt ihop i en enda superkontinent som kallas för Pangea. Detta gjorde den biologiska spridningen över hela världen möjlig. 